# Ange tenant un rameau d'olivier
Ange tenant un rameau d'olivier est un tableau réalisé par le peintre allemand Hans Memling, sans doute entre 1475 et 1480. De format vertical, cette huile et or sur bois de chêne représente un ange à mi-corps devant un fond d'or. Vêtu en diacre, il tient un rameau d'olivier dans la main droite en maintenant l'autre contre sa poitrine.
Achetée en 1993, l'œuvre est conservée au musée du Louvre, à Paris, en France. Elle est à rapprocher de l'Ange tenant une épée, un panneau similaire conservé dans la Wallace Collection, à Londres, au Royaume-Uni.

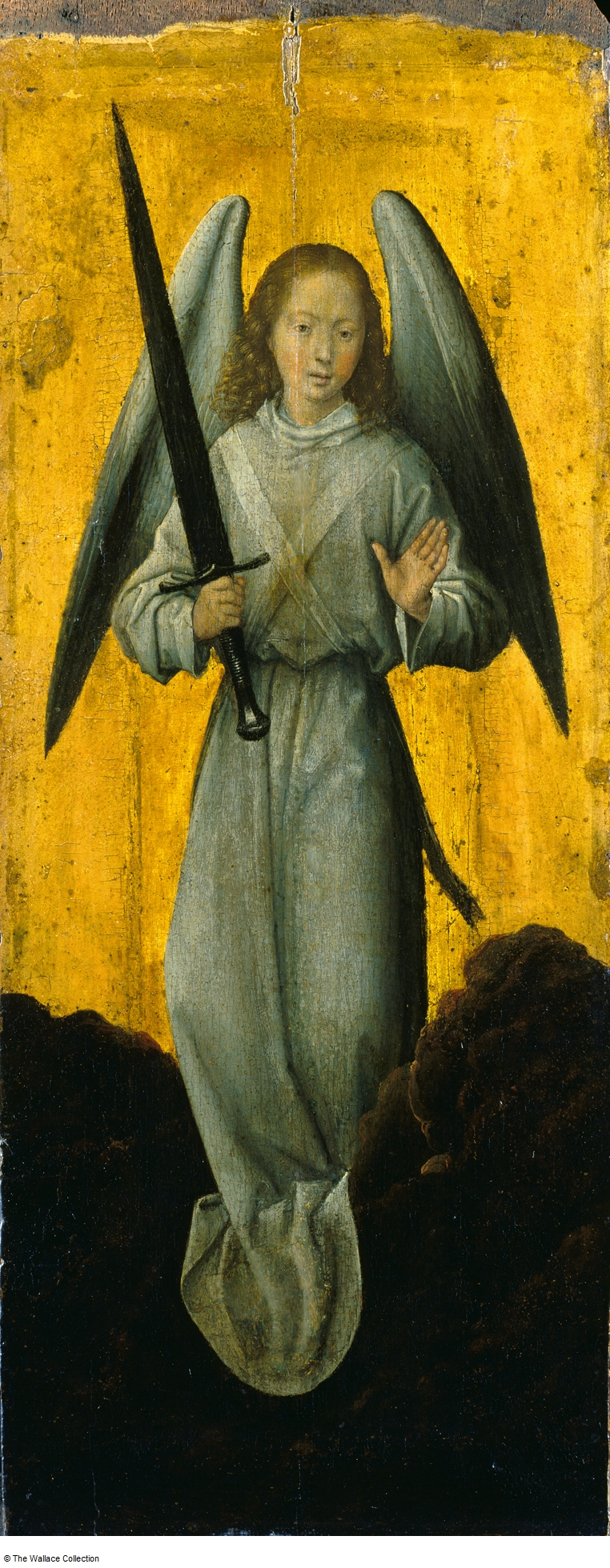
Ange tenant une épée, 1479-1480 – Wallace Collection, Londres.